# Vittoria Accoramboni (1557-1585)
Pour les articles homonymes, voir Vittoria Accoramboni et Accoramboni.
Vittoria Accoramboni, née à Gubbio le 15 février 1557 et morte à Padoue le 22 décembre 1585, est une noble italienne. 

## Biographie
Son nom est également orthographié Accorambona ou Corombona.
Vittoria Accoramboni est courtisée par Paolo Giordano Orsini, duc de Bracciano, que la rumeur accuse d'avoir assassiné sa première femme, Isabelle de Médicis ; mais son père ayant donné la préférence à Francesco Peretti, neveu du cardinal Montalto, celui-ci est assassiné en 1581, et Vittoria s'enfuit de la maison du cardinal dans celle du duc de Bracciano, avec lequel rien ne peut l'empêcher de s'unir, bien que le pape Grégoire XIII la fasse enfermer au fort Saint-Ange et la garde près d'un an, comme prévenue du meurtre de Peretti. À l'accession de Montalto au trône pontifical sous le nom de Sixte Quint, le 24 avril 1585, le duc juge prudent de se réfugier sur le territoire de la république de Venise. Au bout de quelques mois de résidence à Salò, sur le lac de Garde, il meurt, en léguant à sa veuve l'intégralité de sa considérable fortune. Mais le grand-duc Francesco ne l'entendait pas de cette oreille, et la fait assassiner par Lodovico Orsini, frère de Paolo.
Vittoria Accoramboni laisse des poésies signées Virginia N…  
F. de Rosset et Stendhal dans Vittoria Accoramboni, duchesse de Bracciano font de sa vie le sujet de nouvelles. Ludwig Tieck en fait un roman avec le nom de l'héroïne pour titre, et Webster une tragédie intitulée Le Démon blanc (en),. Robert Merle lui rend hommage en écrivant d’abord une biographie de Vittoria en 1959 intitulée « Vittoria, princesse Orsini » mais trouvant son œuvre insatisfaisante il en fait l’héroïne de son roman « L’Idole » en 1987.